# Pax (Rose)
Pax (von lat. pax, Frieden) wurde am Ende des Ersten Weltkrieges 1918 vom britischen Züchter Joseph Pemberton eingeführt. Sie war die erste Rose Pembertons, die als „Hybrid Musk“ (Rosa-Moschata-Hybride oder Moschus-Rosen) bezeichnet wurde, nachdem sie 1917 von Courtney Page, dem Sekretär der National Rose Society, fälschlicherweise in einer Rezension so definiert wurde; der Begriff wurde von Pemberton in der Folge auch für andere seiner Rosensorten übernommen.
Die Rose ist eine Kreuzung aus Peter Lamberts Multiflora-Hybride 'Trier' (1904) und der Teehybride 'Sunburst' des französischen Züchters Joseph Pernet-Ducher.
Pax ist eine moderne Strauchrose und blüht remontierend von Anfang Juni bis in den November. Die Rosensorte ist durch einen zarten Duft gekennzeichnet, der sich besonders bei gutem Wetter stark entfaltet.
Pax besitzt dunkelgrünes Laub und weiße bis cremefarbene, becherförmige, halbgefüllte Blüten mit zart gelbem Blütengrund. Die Blüten sind in Dolden mit bis zu 50 Blüten angeordnet. Die Rosensorte bildet einen kräftigen 120 bis 250 cm hohen und 150 cm breiten Strauch.
Die remontierende Rose ist winterhart (USDA-Klimazone 4 bis 9). Sie wird in vielen Rosarien und Gärten der Welt, unter anderem im Brooklyn Botanical Garden, im Rosarium Petrović, im San José Heritage Rose Garden, im Sissinghurst Castle Garden, im Trevor Griffiths Rose Garden, im Bergpark Wilhelmshöhe sowie im Europa-Rosarium Sangerhausen gezeigt.
Auf der Royal National Rose Society Show wurde die Rosenzüchtung 1918 mit einer Goldmedaille ausgezeichnet.